# Murici FC
Der Murici Futebol Clube, in der Regel nur kurz Murici genannt, ist ein Fußballverein aus Murici im brasilianischen Bundesstaat Alagoas.
Aktuell spielt der Verein in der vierten brasilianischen Liga, der Série D.

## Erfolge
- Staatsmeisterschaft von Alagoas: 2010
- Staatspokal von Alagoas: 2014

## Stadion
Der Verein trägt seine Heimspiele im Estádio José Gomes da Costa in Murici aus. Das Stadion hat ein Fassungsvermögen von 4000 Personen.

## Trainerchronik
Stand: Oktober 2024
| Trainer         | Nation    | von               | bis            |
| --------------- | --------- | ----------------- | -------------- |
| Gilmar Batistan | Brasilien | 26. Januar 2015   | 24. April 2015 |
| Roberval Davino | Brasilien | 19. Januar 2017   | 27. März 2017  |
| Celso Teixeira  | Brasilien | 19. Februar 2021  | 20. April 2021 |
| Jadson          | Brasilien | 21. Dezember 2021 | 4. April 2022  |
| Bruno Monteiro  | Brasilien | 28. November 2022 | 5. Mai 2023    |
| Alyson Dantas   | Brasilien | 24. Oktober 2023  | 30. April 2024 |